# Bibliothèque Marguerite-Durand
La bibliothèque Marguerite-Durand (BMD) est une bibliothèque sur l'histoire des femmes, du féminisme et du genre, faisant partie du réseau des bibliothèques patrimoniales et spécialisées de la ville de Paris. Elle est fondée en 1932 pour recevoir la donation de la journaliste et militante féministe Marguerite Durand (1864-1936), de son vivant, de sa bibliothèque à la ville de Paris.

## Situation et accès
D'abord accueillie dans la mairie du 5e arrondissement entre 1932 et 1989, elle se trouve depuis cette date au 79, rue Nationale, au croisement avec la rue de Tolbiac, dans un bâtiment accueillant également la médiathèque Melville, au sein du quartier de la Gare (13e arrondissement de Paris).
Elle est accessible par les transports en commun via la station de métro Olympiades (ligne 14), située juste devant.

## Histoire

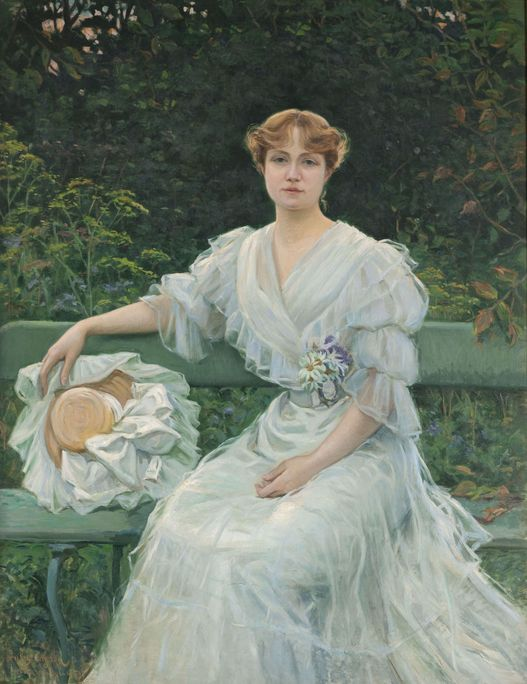
La féministe Marguerite Durand.

### À l'origine de la bibliothèque
Peu après la fondation de son journal La Fronde en 1897, la féministe Marguerite Durand crée dans les locaux du journal au 14, rue Saint-Georges (9e arrondissement), une petite bibliothèque, essentiellement à l'usage de ses collaboratrices. Marguerite Durand et ces dernières constituent des dossiers documentaires, thématiques et biographiques. La Fronde fait appel dans ses colonnes à son lectorat pour qu'il fasse don à cette bibliothèque d'ouvrages sur les femmes et le féminisme, dont ils sont les auteurs ou qu'ils possèdent en double exemplaire. Cette documentation sur l'histoire des femmes forme ainsi le premier Office de documentation féministe français, que Marguerite Durand dirige bénévolement jusqu'à sa mort en 1936.
Tout au long de sa vie, Marguerite Durand collecte et conserve des documents qu'elle acquiert ou reçoit en don, que ce soit en exemplaires de presse ou à titre amical ou militant. Souhaitant ne pas voir ses collections dispersées ou détruites après sa mort, elle en fait don, de son vivant, à la ville de Paris. La donation est acceptée par le conseil municipal dans sa séance du 31 décembre 1931. Un état descriptif du don est donné dans le bulletin municipal officiel du 17 janvier 1932.
Entre 1932 et 1989, la bibliothèque est hébergée au dernier étage de la mairie du 5e arrondissement, place du Panthéon. Marguerite Durand meurt en 1936. Après avoir été son adjointe, l'écrivaine et journaliste Thilda Harlor lui succède à la tête de la bibliothèque, occupant cette fonction jusqu'en 1945,. Pendant la Seconde Guerre mondiale et l'Occupation, les Allemands s'installent dans la mairie et la bibliothèque est fermée. Ce n'est qu'en 1964 que les fonds et les dossiers sont triés et classés, à la suite du désordre et de la destruction d'une partie des collections.
Yolande Léautey dirige la bibliothèque Marguerite-Durand (BMD) pendant une vingtaine d'années, « d'abord seule, puis avec très peu de personnel et de moyens financiers » note Annie Metz, future directrice. Alors thésardes, Florence Rochefort et Laurence Klejman secondent Yolande Léautey, « en classant les collections et en dépouillant les archives ». En 1983 lui succède Simone Blanc, qui obtient davantage de personnel titulaire, des crédits afin de mener des acquisitions et un budget pour la conservation, poste qui n'en disposait quasiment pas jusque là. Elle entreprend aussi de stocker les documents fragiles sur microfilm et restaure les photographies des collections. Ayant alerté sur la vétusté et l'exiguïté de la bibliothèque, située sous les toits de la mairie, elle demande avec succès le transfert vers de meilleurs locaux.

### La BMD depuis 1989
La bibliothèque Marguerite-Durand déménage en 1989 dans le 13e arrondissement, où elle partage un bâtiment aux larges baies vitrées avec la médiathèque Jean-Pierre-Melville ; la BMD est située au troisième étage et la médiathèque aux étages inférieurs et au quatrième étage. À la fin de l'année, Annie Metz succède à Simone Blanc à la tête de la BMD,.

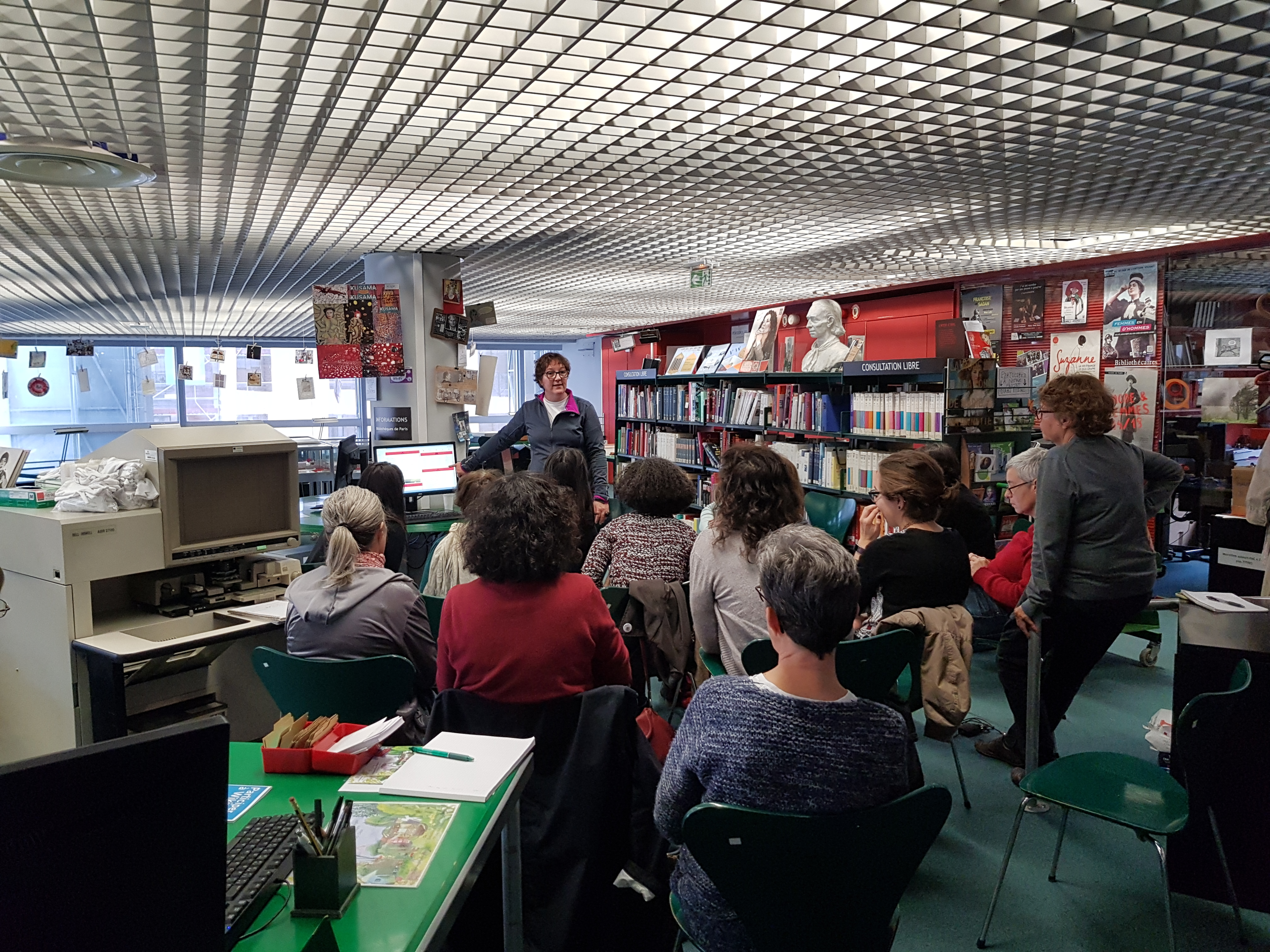
Participantes au projet féministe de Wikipédia Les sans pagEs dans la bibliothèque Marguerite-Durand, le 21 octobre 2017.

En 2016, la Ville de Paris propose au vote des habitants le projet de création d'un espace consacré à la littérature féministe. Cet espace comprendrait la bibliothèque Marguerite-Durand. L'association Archives du féminisme s'inquiète du flou du projet. Si déménagement il y a, elle défend l'idée qu'une « nouvelle bibliothèque doit d’abord conserver en un lieu unique, à Paris, les personnels, la salle de consultation et les fonds d'archives. Elle doit être hébergée dans des locaux plus grands que l'actuelle bibliothèque pour permettre l'enrichissement des fonds et leur assurer de bonnes conditions de conservation ». Le transfert de la BMD à la Bibliothèque historique de la ville de Paris, dans le Marais, fait craindre la fermeture de la bibliothèque ou sa lente disparition par la dissémination de ses fonds d'archives en banlieue parisienne. L'historienne et présidente d'Archives du féminisme Christine Bard annonce la création d'un comité de soutien en août 2017,. Par ailleurs, la CGT redoute une perte d'autonomie et un allongement du délai entre la commande et la consultation d'ouvrages, ainsi que la détérioration des conditions de travail des sept bibliothécaires,. Des manifestations sont organisées en 2017 pour s'opposer à ce projet,. Finalement, le  déménagement de la bibliothèque est annulé en décembre 2017 par la mairie de Paris, à la suite d'une importante mobilisation universitaire et syndicale,.
Entre 2019 et janvier 2020, la bibliothèque est fermée pour des travaux de rénovation. Dotée d'une décoration plus lumineuse, elle rouvre avec de nouveaux présentoirs, des vitrines d'exposition neuves, une meilleure isolation phonique et des toilettes accessibles aux personnes à mobilité réduite. Durant cette période, le personnel continue d'enrichir les collections de la bibliothèque, de travailler sur les inventaires et de préparer de futures numérisations d'archives. En 2020, Carole Chabut succède à Annie Metz à la tête de la BMD. La bibliothèque rouvre le 14 janvier mais doit fermer le 14 mars comme toutes celles du pays en raison de la pandémie de Covid-19. Elle fonctionne alors à un rythme différent, via Internet.
Une politique d'acquisition d'ouvrages et de versement de dons vient enrichir régulièrement les collections.

## Collections
La bibliothèque conserve de nombreux documents dont des manuscrits. Les livres les plus anciens remontent au XVIIe siècle. Les ouvrages suivants figurent  notamment dans son fonds : Observations diverses sur la stérilité, perte de fruict, fécondité, accouchements et maladies des femmes (1609) de Louise Bourgeois, sage-femme de Marie de Médicis, De l’égalité des deux sexes (1673) de François Poullain de La Barre, les œuvres d’Olympe de Gouges, des cahiers de doléance de femmes ou encore les œuvres de Flora Tristan.
Ses collections comportent :
- plus de 50 000 livres et brochures édités depuis le XVIIe siècle, sur le féminisme (histoire des luttes, biographies de militantes, théorie féministe, etc.), sur la place et le rôle des femmes dans la société, les arts, les sciences, les sports, les voyages, etc. La bibliothèque possède de nombreuses éditions originales d’œuvres littéraires écrites par des femmes ;
- 1 100 titres de périodiques féminins et féministes, militants et de recherche, édités depuis le XVIIIe siècle, avec certains titres très rares, comme La Spectatrice (1728-1729), La Femme libre (1832-1834) ou encore La Voix des femmes (1848) ; la quasi-totalité des titres féministes français des XIXe et XXe siècles, parmi lesquels, pour la « première vague », Le Droit des femmes, fondé en 1869, La Citoyenne fondée en 1881 par Hubertine Auclert, l’une des premières suffragistes françaises, La Fronde (1897-1905), fondée par Marguerite Durand, La Française fondée par Jane Misme en 1906, La Suffragiste fondée par Madeleine Pelletier en 1908 et, pour les titres du Mouvement de libération des femmes (MLF) : Le torchon brûle, Histoires d’elles, Sorcières, Les femmes s'entêtent, Des femmes en mouvements, F Magazine, Questions féministes, Nouvelles Questions féministes, Le Quotidien des femmes, Les Cahiers du Grif, etc. ;
- plus de 5 000 dossiers documentaires constitués depuis la fondation de La Fronde et classés par personnalités et par sujets ; ils comportent de nombreuses coupures de presse, des tracts, notices biographiques, statuts d’associations, invitations, programmes, etc, et apportent une riche documentation aux chercheurs, sur des thèmes très variés ;
- 4 500 lettres autographes et manuscrits d’écrivaines, artistes, scientifiques, voyageuses, féministes, femmes politiques, journalistes (George Sand, Louise Colet, Louise Michel, Sarah Bernhardt, Colette, Alexandra David-Néel, etc.) ;
- un fonds iconographique ancien et moderne : portraits d’écrivaines, d’artistes, de femmes politiques, revendications et manifestations féministes, femmes au travail, mode et costumes régionaux, etc., à travers 3 500 cartes postales, 4 500 photographies, plus de 1 200 affiches et un ensemble d’iconographie diverse (dessins, estampes, journaux illustrés) ;
- des tableaux, estampes, objets d'art et documents de propagande féministe : timbres, buvards illustrés, jeu de l'oie, éventail suffragiste ;
- un buste de Marguerite Durand, réalisé par Léopold Bernstamm en 1897[21].

Avec le fonds Marie-Louise Bouglé de la Bibliothèque historique de la ville de Paris, la BMD conserve des archives essentielles de l'histoire de la première vague du féminisme en France. Sur l’histoire plus récente du féminisme et celle du lesbianisme, on peut aussi citer les bibliothèques parisiennes de la Maison des femmes et de l'association Archives recherches et cultures lesbiennes (ARCL) et le Centre des archives du féminisme à Angers.
En octobre 2022, la bibliothèque Marguerite-Durand est labellisée CollEx au titre de l'ensemble de ses collections.

## Fonds d'archives de la bibliothèque
La bibliothèque possède plus de 80 fonds d'archives d'associations et de personnalités, parmi lesquelles Victoire Tinayre, Anaïs Nin, Nelly Roussel (1878-1922), Jane Misme, directrice de La Française, Eugénie Cotton, Jeanne Chaton, Thérèse Clerc, Anne Zelensky ou encore Monique Piton.
- Liste des fonds d'archives conservés à la bibliothèque
- Consulter les inventaires disponibles

## Publications
- Annie Dizier-Metz, La Bibliothèque Marguerite-Durand. Histoire d'une femme, mémoire des femmes, Paris, Agence culturelle de Paris, 1992.
- Annie Metz et Florence Rochefort (dir.), Photo femmes féminisme (1860-2010). Collection de la bibliothèque Marguerite-Durand, publié à l'occasion de l'exposition organisée à la galerie des bibliothèques de la Ville de Paris, du 19 novembre 2010 au 13 mars 2011, Paris, Paris bibliothèques, 2010.
- Christine Bard, Annie Metz et Valérie Neveu (dir.), Guide des sources de l'histoire du féminisme, Paris, Presses universitaires de France, 2006, p. 175-223.
- Depuis janvier 2024, la bibliothèque a mis en place un carnet de recherche sur la plateforme Hypothèses : L'effet Marguerite.